# 佳邦科技
佳邦科技股份有限公司，簡稱佳邦科技，英文簡寫「INPAQ」。現總部設於台灣苗栗縣竹南鎮。

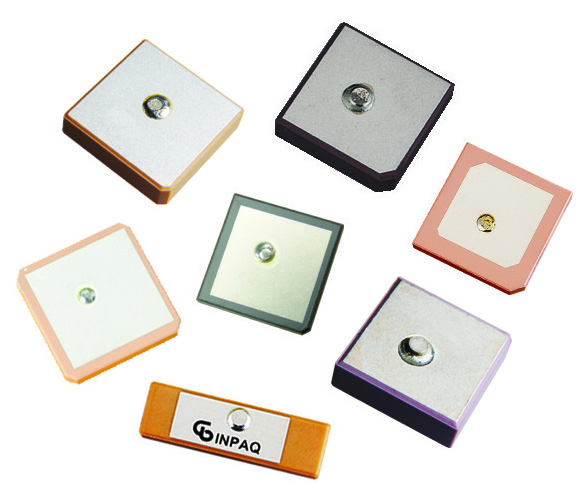
Inpaq gps antenna

佳邦科技為GPS天線與保護元件產品的廠 （页面存档备份，存于）商,包括RF全頻譜段 RFID/BT/WIFI/GSM/3G/4G 天線、近場通訊NFC、電源保護功率電感、抗靜電保護(ESD GuardTM)、濾波突波干擾(EMI Filter)解決方案，同時是Qi無線充電標準成員之一。客戶群以車用及消費性電子領域的領導品牌廠商為主。營運據點、生產據點及研發中心遍佈歐、亞、美。至2014年，全球員工人數逾2000人。除佳邦科技INPAQ自有品牌，同時提供代工產品及製程服務。

## 外部連結
- 佳邦科技 （页面存档备份，存于）